# Francisco García Romeu
Francisco García Romeu (Alacant, 1910 - 1994) fou un polític alacantí. De família benestant, estudià dret a la Universitat de Múrcia, i amplià estudis a Londres i Edimburg. Fou membre de la Societat Internacional de Criminologia. Durant la guerra civil espanyola es va unir als sublevats i després de la guerra fou tinent honorífic del Cos Jurídic Militar en els consells de guerra celebrats a Alacant. El 1944 aprovà les oposicions de fiscal, el 1948 fou tinent fiscal a Alacant i el 1953 Fiscal en Cap de l'Audiència de Múrcia. El 1960 ocuparia aquest càrrec a Alacant fins que es va jubilar.
Alhora, fou membre del Consell Provincial del Movimiento Nacional i procurador en Corts Franquistes el 1971. Fou ponent de la Llei de Bases de Règim Local, que facilitaria que el càrrec d'alcalde deixés de ser nomenat pel governador civil i que fos elegit pels regidors de l'ajuntament.
El 1973 nomenat alcalde d'Alacant. Durant el seu mandat es va començar l'avinguda de la Costa Blanca i s'urbanitzà part del nucli antic. El 1976, quan entrà en vigor la nova llei de bases, no fou escollit i tornà a la carrera de fiscal fins a la seva jubilació. El 1977 intervení com a fiscal en el judici per la mort de Miquel Grau.
Fundador d'una familia alacantina de polítics, la seva neta, Marta García Romeu, ha estat regidora de turisme i festes de l'Ajuntament d'Alacant, pel Partit Popular.